# Cologno Monzese
Cologno Monzese is een gemeente in de Italiaanse metropolitane stad Milaan (regio Lombardije) en telt 48.365 inwoners (31-12-2004). De oppervlakte bedraagt 8,7 km², de bevolkingsdichtheid is 5590 inwoners per km². Cologno Monzese is onder andere de thuisbasis van Mediaset, een Italiaans mediaconglomeraat, genoteerd aan de beurs van Milaan.
De volgende frazioni maken deel uit van de gemeente: San Maurizio al Lambro.

## Demografie
Cologno Monzese telt ongeveer 19477 huishoudens. Het aantal inwoners daalde in de periode 1991-2001 met 6,0% volgens cijfers uit de tienjaarlijkse volkstellingen van ISTAT.
| Jaar | Inwoneraantal |
| ---- | ------------- |
| 1951 | 8.584         |
| 1961 | 20.469        |
| 1971 | 47.453        |
| 1981 | 52.440        |
| 1991 | 51.343        |
| 2001 | 48.262        |
| 2011 | 45.786        |

## Geografie
De gemeente ligt op ongeveer 131 meter boven zeeniveau.
Cologno Monzese grenst aan de volgende gemeenten: Brugherio, Sesto San Giovanni, Cernusco sul Naviglio, Milaan, Vimodrone.

## Galerij

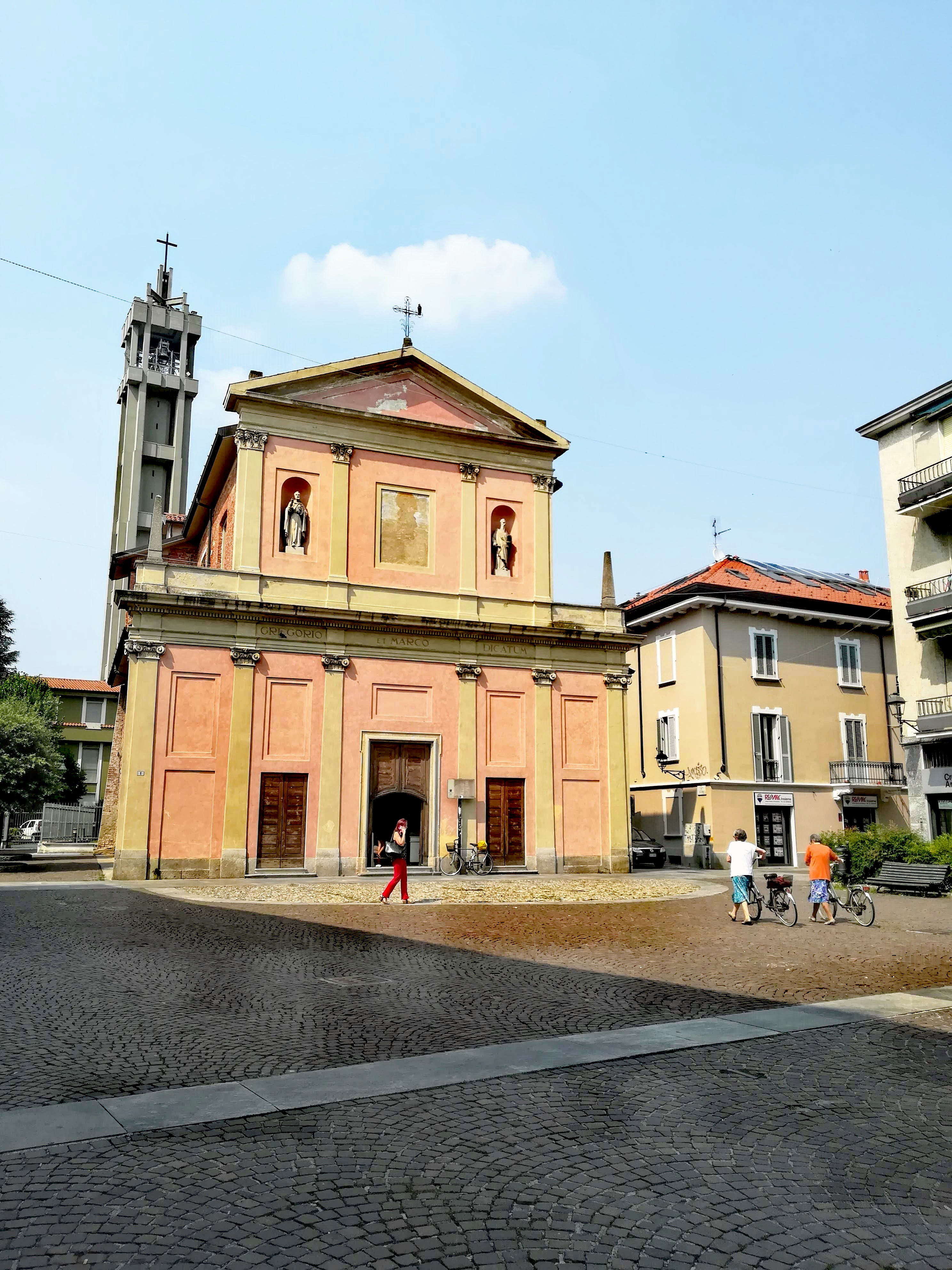
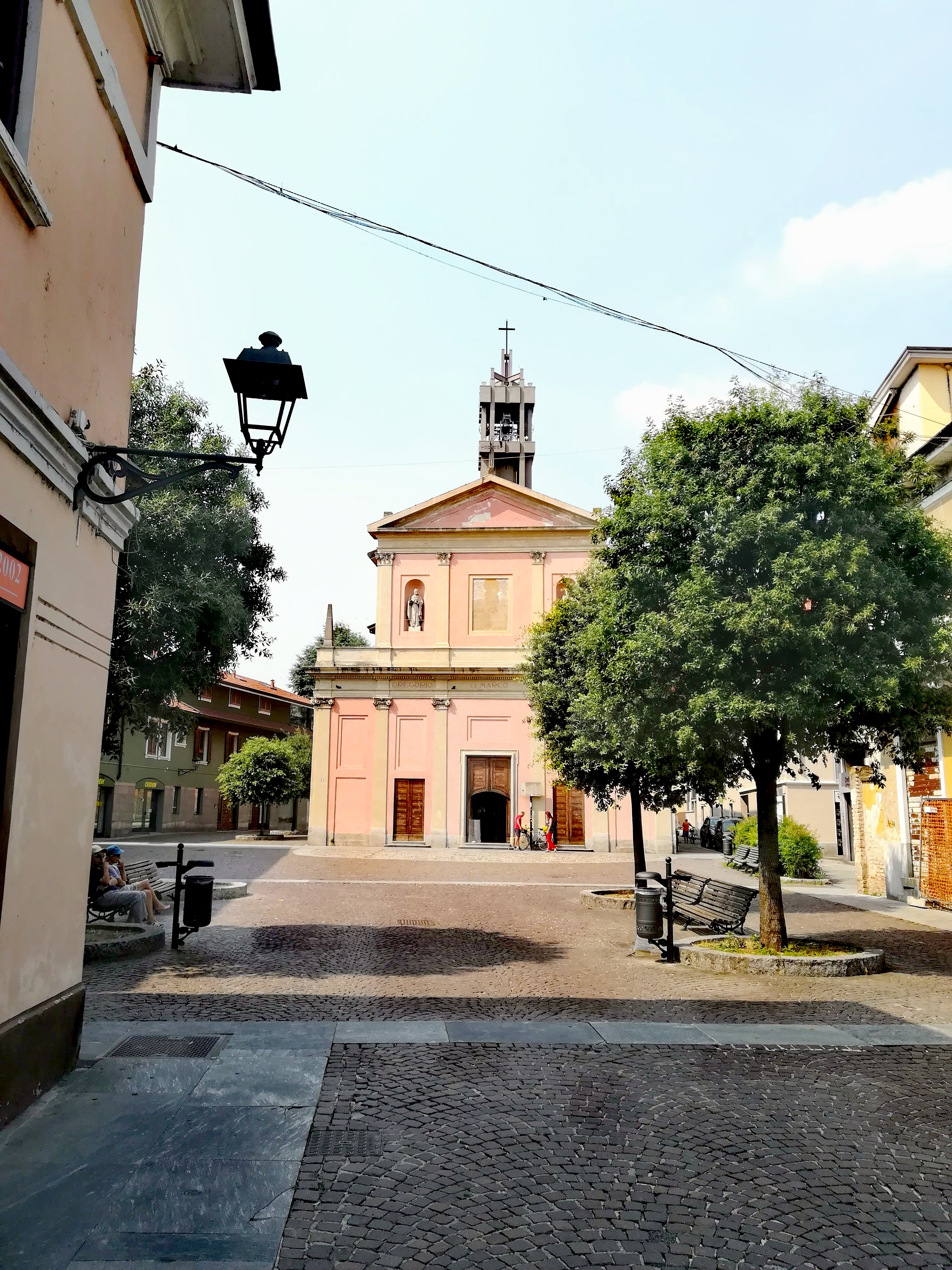
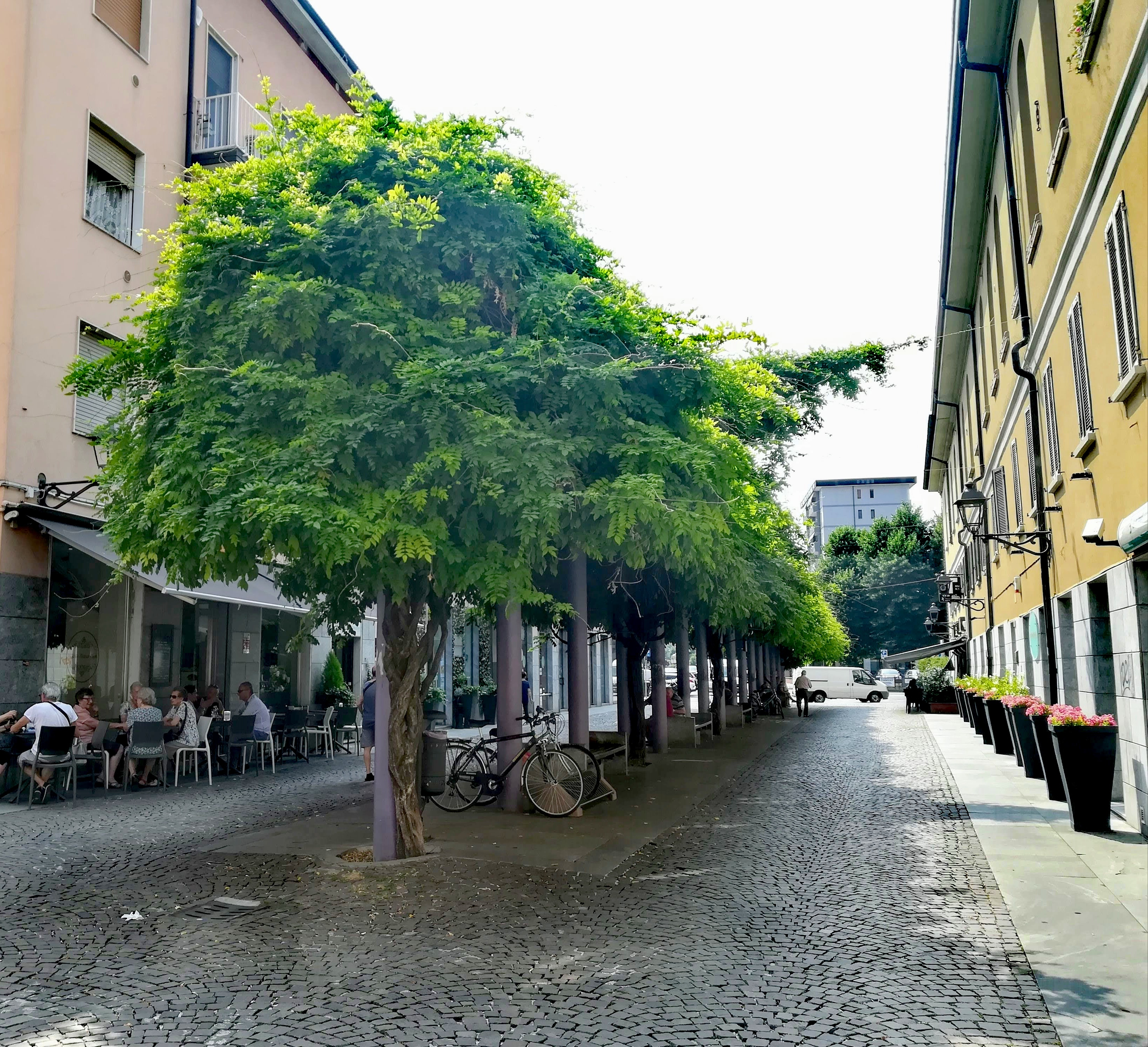
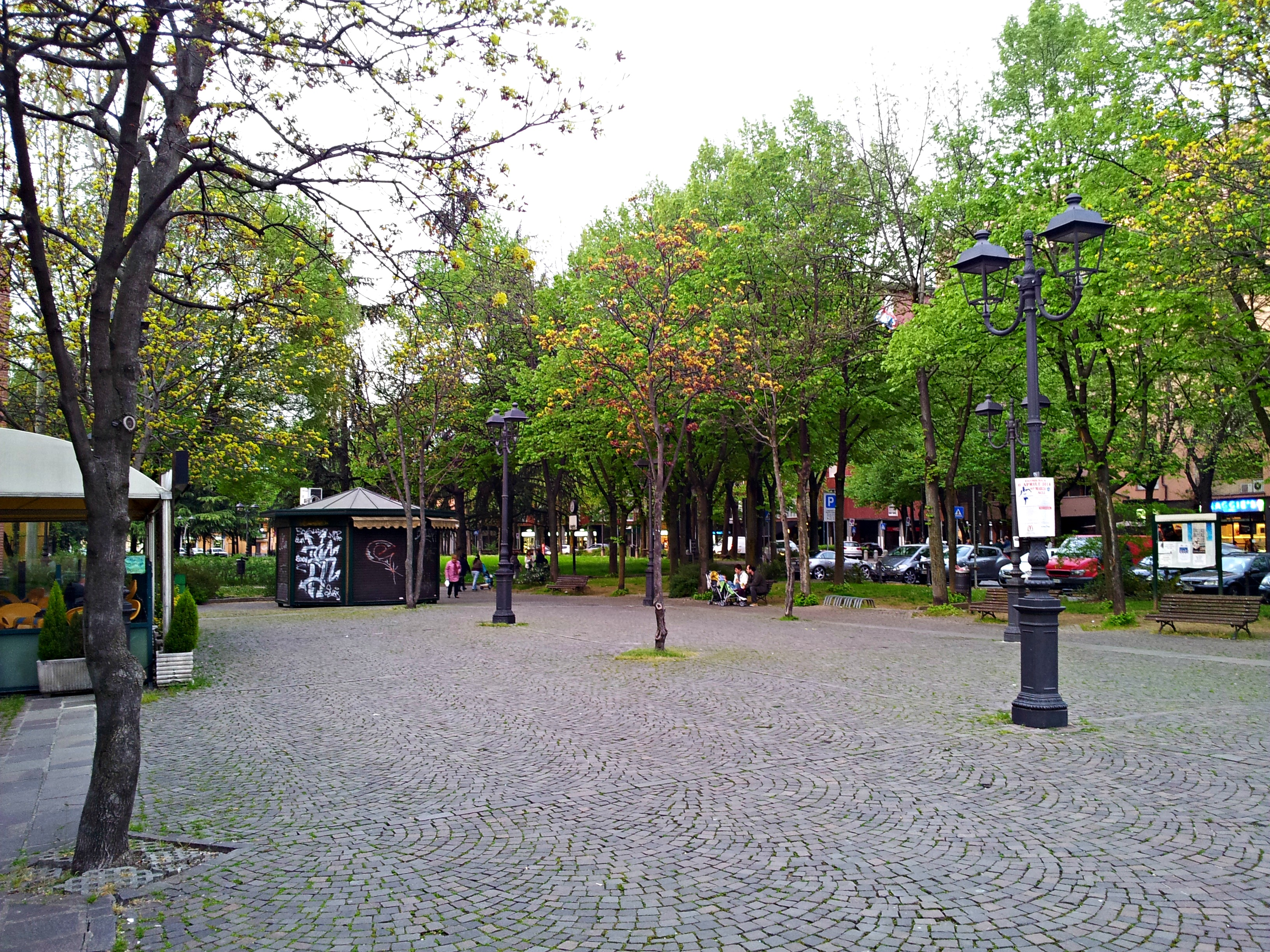
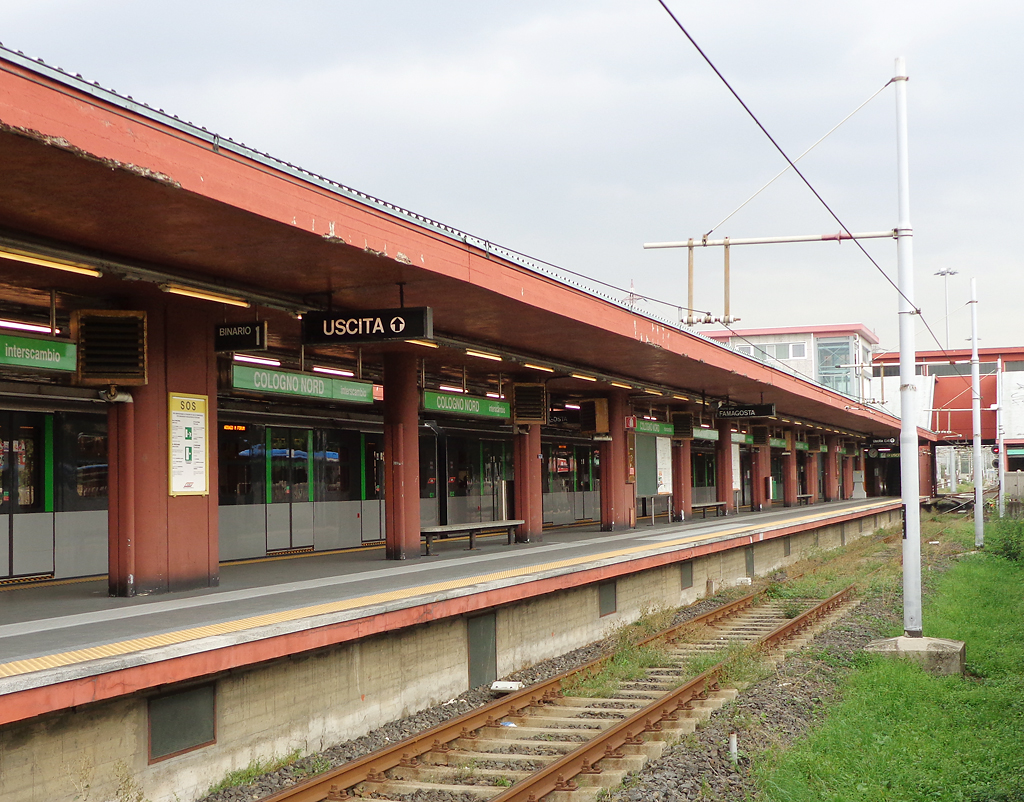